# TAAG-Angola-Airlines-Flug 462
Beim Absturz des TAAG-Angola-Airlines-Flugs 462 am 8. November 1983 kamen alle 130 Insassen ums Leben. Die Boeing 737-2M2 der TAAG Angola Airlines befand sich auf einem Inlandsflug vom Flughafen Lubango bei Lubango zum Aeroporto Internacional Quatro de Fevereiro bei Luanda. Unmittelbar nach dem Abheben brach das Flugzeug nach links aus und ging in einen Sinkflug über, wobei die linke Tragfläche den Boden berührte. Die Maschine schlug rund 800 Meter hinter der Startbahn auf und brannte vollständig aus. Nach Angaben der angolanischen Regierung war die Absturzursache ein technischer Defekt. UNITA-Rebellen gaben an, die Maschine mit Raketen abgeschossen zu haben.